# Гуанахай
Гуанаха́й (исп. Guanajay) — город и муниципалитет в провинции Артемиса на Кубе. 

## Географическое положение
Площадь муниципалитета составляет 113 км². Численность населения муниципалитета в 2004 году — 28 429 человек, а плотность — 251,6 чел./км².
Город Гуанахай расположен в холмистой местности с приятным климатом. 
На территории муниципалитета развито сельское хозяйство, здесь выращивают сахарный тростник и табак.

## История
Поселение основано в 1695 году, город с 1781 года. Сначала он являлся перевалочной базой для испанских войск, прибывавших на остров, а затем стал исторически сложившимся центром торговли для западной части острова.
После 1945 года здесь началось развитие курортной зоны.
После кубинской революции здесь был открыт автомобильный завод "Martires de Giron".
В 1970 году численность населения составляла 19 тыс. человек, основой экономики являлись пищевая, машиностроительная, химическая и текстильная промышленность.
До 1976 года город входил в состав провинции Пинар-дель-Рио.

## Демография
Численность населения муниципалитета — 28 429 человек (по состоянию на 2004 год).

## Транспорт
Железнодорожная станция, автомобильная дорога к столице.